# Dicranophragma (Dicranophragma) multigeminatum
Dicranophragma (Dicranophragma) multigeminatum is een tweevleugelige uit de familie steltmuggen (Limoniidae). De soort komt voor in het Oriëntaals gebied.